# Wioślarstwo na Letnich Igrzyskach Olimpijskich 1936 – dwójka podwójna mężczyzn
Rywalizacja w dwójkach podwójnych mężczyzn w wioślarstwie na Letnich Igrzyskach Olimpijskich 1936 rozgrywana była między 12 a 14 sierpnia 1936 na torze regatowym na jeziorze Langer See w Grünau.
Do rywalizacji przystąpiło 12 osad.

## Terminarz
| Data             | Godzina |          |
| ---------------- | ------- | -------- |
| 12 sierpnia 1936 | 16:30   | Runda 1  |
| 13 sierpnia 1936 | 17:30   | Repasaże |
| 14 sierpnia 1936 | 17:30   | Finały   |

## Format
W rundzie 1 rozegrano dwa wyścigi, z których zwycięskie osady awansowały do finału, pozostałe zaś do repasaży. Z dwóch wyścigów repasażowych dwie pierwsze osady z każdego wyścigu awansowały do finału, pozostałe osady odpadały z rywalizacji.

## Wyniki

### Runda 1
Bieg 1
| Miejsce | Narodowość        | Zawodnik                    | Czas   | Kwal |
| ------- | ----------------- | --------------------------- | ------ | ---- |
| 1.      | Francja           | André Giriat Robert Jacquet | 6:45,5 | Q    |
| 2.      | Polska            | Roger Verey Jerzy Ustupski  | 6:50,0 |      |
| 3.      | Węgry             | Károly Bazini Egon Bazini   | 6:51,9 |      |
| 4.      | Australia         | Bill Dixon Herb Turner      | 6:55,6 |      |
| 5.      | Stany Zjednoczone | John Houser Bill Dugan      | 6:55,0 |      |
| 6.      | Czechosłowacja    | Vladimír Vaina Josef Straka | 7:07,2 |      |

Bieg 2
| Miejsce | Narodowość      | Zawodnik                          | Czas   | Kwal |
| ------- | --------------- | --------------------------------- | ------ | ---- |
| 1.      | III Rzesza      | Willi Kaidel Joachim Pirsch       | 6:41,0 | Q    |
| 2.      | Wielka Brytania | Jack Beresford Dick Southwood     | 6:44,9 |      |
| 3.      | Szwajcaria      | Kurt Haas Eugen Studach           | 6:56,9 |      |
| 4.      | Królestwo SHS   | Vid Fašaić Drago Matulaj          | 7:17,7 |      |
| 5.      | Austria         | Hermann Kubik Fritz Moser         | 7:21,1 |      |
| 6.      | Brazylia        | Adamor Gonçalves Paschoal Rapuano | 7:26,3 |      |

### Repasaże
Bieg 1
| Miejsce | Narodowość | Zawodnik                          | Czas   | Kwal. |
| ------- | ---------- | --------------------------------- | ------ | ----- |
| 1.      | Australia  | Bill Dixon Herb Turner            | 7:58,8 | Q     |
| 2.      | Polska     | Roger Verey Jerzy Ustupski        | 8:02,8 | Q     |
| 3.      | Węgry      | Károly Bazini Egon Bazini         | 8:05,2 |       |
| 4.      | Szwajcaria | Kurt Haas Eugen Studach           | 8:06,2 |       |
| 5.      | Brazylia   | Adamor Gonçalves Paschoal Rapuano | 8:30,2 |       |

Bieg 2
| Miejsce | Narodowość        | Zawodnik                      | Czas   | Kwal. |
| ------- | ----------------- | ----------------------------- | ------ | ----- |
| 1.      | Wielka Brytania   | Jack Beresford Dick Southwood | 7:48,0 | Q     |
| 2.      | Stany Zjednoczone | John Houser Bill Dugan        | 8:02,8 | Q     |
| 3.      | Czechosłowacja    | Vladimír Vaina Josef Straka   | 8:07,2 |       |
| 4.      | Królestwo SHS     | Vid Fašaić Drago Matulaj      | 8:22,8 |       |
| 5.      | Austria           | Hermann Kubik Fritz Moser     | 8:29,1 |       |

### Finał
| Miejsce | Narodowość        | Zawodnik                      | Czas   |
| ------- | ----------------- | ----------------------------- | ------ |
| złoto   | Wielka Brytania   | Jack Beresford Dick Southwood | 7:20,8 |
| srebro  | III Rzesza        | Willi Kaidel Joachim Pirsch   | 7:26,2 |
| brąz    | Polska            | Roger Verey Jerzy Ustupski    | 7:36,2 |
| 4.      | Francja           | André Giriat Robert Jacquet   | 7:42,3 |
| 5.      | Stany Zjednoczone | John Houser Bill Dugan        | 7:44,8 |
| 6.      | Australia         | Bill Dixon Herb Turner        | 7:45,1 |